# 299

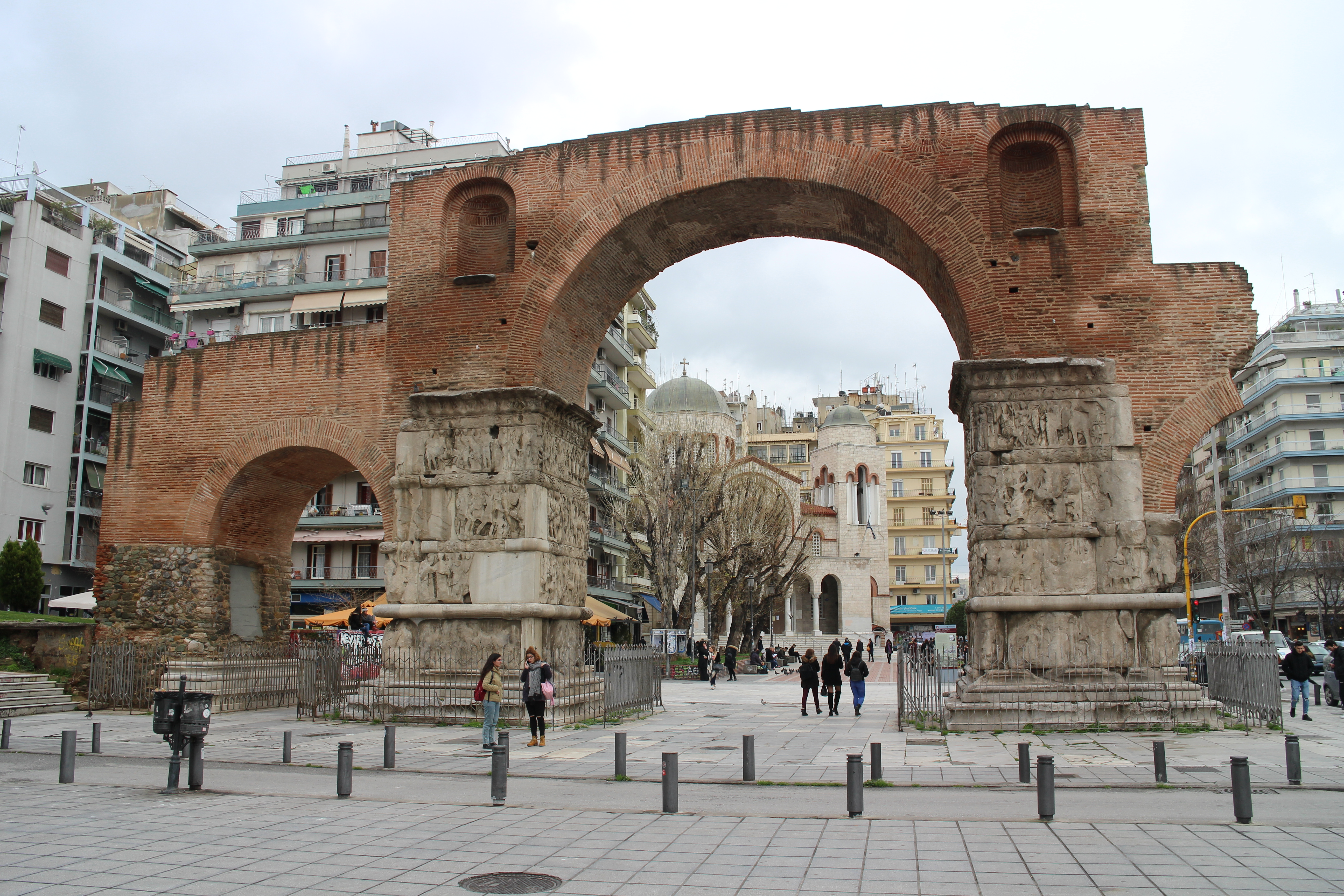
De boog van Galerius in Thessaloniki, opgericht in gelegenheid van zijn overwinning op Narses, die leidde tot de voor de Romeinen gunstige vrede van Nisibis

Het jaar 299 is het 99e jaar in de 3e eeuw volgens de christelijke jaartelling.

## Gebeurtenissen
- Vrede van Nisibis: De Perzische koning Narses accepteert dat de grens met het Romeinse Rijk terugkeert naar de Tigris, en geeft zijn aanspraken op invloed in Armenië en Georgië op.
- In Rome worden Gaius Aurelius Valerius Diocletianus (zevende maal) en Marcus Aurelius Valerius Maximianus, door de Senaat herkozen tot consul van het Imperium Romanum.

## Overleden
- Donatiaan en Rogatiaan, heiligen
- Domnio, martelaar (vermoedelijke jaartal)